# Firmin Ndombe Mubele
Firmin Ndombe Mubele (17 de abril de 1994) é um futebolista profissional congolês que atua como defensor.

## Carreira
Firmin Ndombe Mubele representou o elenco da Seleção da República Democrática do Congo de Futebol no Campeonato Africano das Nações de 2017.

## Títulos
RDC
- Campeonato Africano das Nações: 2015 - 3º Lugar.